# J.R. Reynolds
James Richard Reynolds (nacido el 9 de marzo de 1984 en Roanoke, Estado de Virginia) es un jugador de baloncesto estadounidense que actualmente se encuentra sin equipo. Con 1,88 metros de estatura, juega en la posición de base.

## Trayectoria deportiva
El jugador ha militado en BCM Gravelines Dunkerque, Entente Orleans 45, Adecco Asvel Lyon, Vanoli Soresina, Cimberio Varese, Maine (D-League) y Bnei Eshet Tours Hasharon. 
Reynolds ha jugado en el Buducnost Voli Podgorica, donde ha promediado 10.5 puntos y 3.6 asistencias en 14 partidos de Eurocup en 2014-15, consiguiendo los títulos de Liga y Copa en Montenegro. El jugador brilló la anterior campaña con el Limoges CSP, llevándose el título de la Pro A francesa con un promedio de 10.8 puntos y 2.5 asistencias en 40 partidos de liga.
El Stelmet Zielona Gora ha anunciado el fichaje del base J.R. Reynolds. Reynolds hará su debut en la Euroliga la próxima temporada.